# Федерација Арапских Емирата Југа
Федерација Арапских Емирата Југа (арап. اتحاد إمارات الجنوب العربي) била је британска политичка творевина (протекторат) која је наслиједила дотадашњи Протекторат Аден на југу Арабијског полуострва.
Та формално независна држава основана је од стране првих 6 држава чланица 11. фебруара 1959. Њој се касније придружило још девет држава до њезиног краја 4. априла 1962. кад се та творевина претворила у Федерацију Јужне Арабије, којој се придружила Колонија Аден 13. јануара 1963 из ње је касније настао Јужни Јемен. Данас је територија овог бившег протектората дио државе Јемен.